# Ábrahám Árpád
Ábrahám Árpád (Sepsibükszád, 1914. február 16. – Temesvár 1958. szeptember 1.) római katolikus plébános, részt vett a Szoboszlay-féle összeesküvésben, amiért halálra ítélték és kivégezték.

## Élete
1943-ban szentelték pappá. Ezt követően először a kolozsvári Szent Mihály-templom, majd Gyergyószentmiklós és Homoródkarácsonyfalva plébánosa lett. Innen került Torjára plébánosnak. Szoboszlay Aladárnak bérmakeresztapja volt, így már a szervezkedésről annak elindultakor tudomást szerzett. Nagyon sok torjai embert megnyert az összeesküvés részére, egy rövid időre neki köszönhetően a torjai római katolikus plébánia a szervezkedés egyik legfontosabb központja lett.
A szervezkedésre a Securitate azonban hamar fényt derített, Ábrahám Árpádot 1957. november 1-jén letartóztatták. Habár eleinte csak 31. rendű vádlottként akarták elítélni, mivel azonban sok ember neki köszönhetően került kapcsolatba a mozgalommal, valamint a torjai plébániát egy időre a szervezkedés legfontosabb központjává tette, 10. rendű vádlottként a kolozsvári II. Hadtest katonai bírósága Macskássi Pál elnökletével halálra ítélte. Az ítéletet a Legfelsőbb Törvényszék Katonai Kollégiuma helybenhagyta. A Nagy Nemzetgyűlés elnöksége a kegyelmi kérvényt visszautasította. Az ítéletet 1958. szeptember 1-jén golyó által végrehajtották.
Állítólag Ábrahám Árpád az első lövésre nem halt meg, hanem csak féltérdre esett. Ekkor odament hozzá egy torjai születésű katona. Ábrahám Árpád összekulcsolta a kezét és ezt mondta neki: „Fiam, Torján téged én tanítottalak vallásra, ments meg!” A katona azonban nem kegyelmezett, hanem tarkón lőtte a plébánost.

## Emlékezete
Habár Traian Băsescu elnök 2006. október 23-án Csíkszeredában tett látogatása során hősöknek nevezte az erdélyi '56-osokat, rehabilitálásuk három évnyi pereskedés után, 2010-ben történt meg. Azt máig sem lehet tudni, hogy hova temették a kivégzetteket.
1993-ban a Volt Politikai Foglyok Szövetségének háromszéki kirendeltsége Torján Ábrahám Árpád és Szörcsey Elek  tiszteletére kopjafát emeltetett, Sepsibükszád polgármesteri hivatala pedig egy gránitoszlopot emelt a tiszteletére.